# Acetropis americana
Acetropis americana är en insektsart som beskrevs av Knight 1927. Acetropis americana ingår i släktet Acetropis och familjen ängsskinnbaggar. Inga underarter finns listade i Catalogue of Life.